# Myxosporium phaeosorum
Myxosporium phaeosorum är en svampart som beskrevs av Link 1825. Myxosporium phaeosorum ingår i släktet Myxosporium, divisionen sporsäcksvampar och riket svampar.   Inga underarter finns listade i Catalogue of Life.